# ウェンガー

ウェンガー（Wenger）は、かつてスイスに存在したナイフ、腕時計製造会社である。ビクトリノックスと並ぶ、「スイス・アーミーナイフ」の二大メーカーの1つだった。
スイスの土産物の定番商品であったが、1990年代からテロ対策が強化され、ナイフが飛行機に持ち込めなくなると観光客向け需要が減り、経営が傾いてきた。結局、2005年4月25日、ライバルのビクトリノックスに合併されて消滅した。

## スイス・アーミーナイフ
1893年ドレモンにテオ・ウェンガーにより創業された。1897年にスイス軍に正式採用され、1994年当時年間20,500個を納入していた。
赤い強化プラスチック樹脂製のハンドルがトレードマークのスイス・アーミーナイフは第二次世界大戦では「壊れた無線機を修理し、窮地を脱した」「銃器を修理し危機を免れた」などの逸話が多く生まれた。しかしスイス陸軍に正規採用されていた軍用モデルは、最低限の機能を集約したアルミハンドルのシンプルなモデルであった。刃や工具部分はステンレス鋼製であった。ビクトリノックスとウェンガーの製品はほとんど同じだったが、ハンドルの十字のロゴの形が異なっていた。
1994年当時最大多機能モデルは32機能であったが、技術的には100機能まで可能であった。世界138カ国で愛用され、日本に最初に輸入されたのは1965年である。1987年当時には日産10,000個を超えていた。1994年当時は日産25,000個であった。
ビル・クリントンアメリカ合衆国大統領は1992年の大統領当選祝いに贈られて以来のファンである。クリントンが左利きであったため、この贈られたモデルは左利き用であった。

## 保証制度
購入から何年経過していても無料修理していた。5年保証を謳っていたが、実際には30年間交換部品を完全に保存し、実際には永久保証も同じであった。またハサミのバネは300万回の疲労試験に耐える特殊機構を備えているなどの工夫から滅多に壊れず修理はせいぜい5-6個だったという。